# Vanessa Huppenkothen
 (juillet 2016).
Vanessa Huppenkothen (née en 1984 à Mexico) est une présentatrice de télévision mexicaine.
Elle a été élue « miss Sports » au concours de beauté miss Mexique en 2007.

## Débuts
Fille d'une mère mexicaine et d'un père allemand, le footballeur Dieter Huppenkothen, elle est née à Mexico. Elle grandit au Mexique, mais vit aussi souvent avec son père à Duisbourg. À cette époque, elle assistait aux matchs de Schalke 04 et reste une fan inconditionnelle du club de Bundesliga. Elle parle couramment l'allemand. Après avoir quitté l'école, Huppenkothen a étudié à Mexico dans la discipline des relations internationales. Dans une interview accordée au tabloïd allemand Bild, Huppenkothen a indiqué qu'elle avait choisi cette matière parce qu'elle voulait devenir l'ambassadrice du Mexique en Allemagne à l'époque. Son mémoire de maîtrise portait sur la FIFA.

## Carrière
Parallèlement à ses études, elle a commencé à être mannequin en 2007. En participant aux premiers tours du concours national de Miss Mexique, elle est devenue titulaire du titre de Nuestra Belleza Distrito Federal, puis l'une des deux seules désignées du Distrito Federal, Mexique, au concours national de Miss Mexique 2007, où elle a été la lauréate finale du prix Miss Sports.
À l'issue d'un concours télévisé, elle a obtenu un poste de journaliste sportive à la chaîne mexicaine Televisa Deportes. En 2008, elle a couvert les Jeux olympiques d'été de Pékin. Elle est apparue dans un rôle invité dans la série télévisée Noticiero Televisa Deportes de 2008. En 2010, elle a joué dans iDespierta América !, et est apparue en tant que reporter dans Los Héroes del Norte en 2011.
Elle a fait des reportages sur l'équipe nationale de football du Mexique pendant la Coupe du monde de la FIFA 2010 en Afrique du Sud. Pour la Coupe du monde de la FIFA 2014 au Brésil, elle a de nouveau été présentatrice pour la couverture de l'équipe nationale du Mexique par Televisa, période au cours de laquelle elle a suscité une attention considérable, figurant même parmi les cinq premières recherches à Singapour. Elle a fait la couverture de GQ en juin 2014 et d'Esquire en juin 2013. GQ l'avait déjà couverte en novembre 2012 et Esquire en novembre 2013.
Après neuf ans à Televisa, elle a quitté le réseau en mars 2016, elle est passée à ESPN Mexico en juillet 2016.